# Vom Ende der Einsamkeit
Vom Ende der Einsamkeit ist der vierte Roman des deutsch-schweizerischen Autors Benedict Wells.

## Entstehung
Vom Ende der Einsamkeit erschien am 24. Februar 2016 beim Diogenes Verlag. Nach Aussage von Autor Benedict Wells habe er insgesamt sieben Jahre an dem Roman gearbeitet, wobei das ursprüngliche Manuskript zunächst über 800 Seiten lang gewesen sei und im Nachhinein auf die rund 360 Seiten der Endversion gekürzt werden musste. In einem Beitrag vom ZDF heute journal erklärte Wells weiterhin: „Im Laufe des Schreibens ist mir klar geworden, dass es einfach das wichtigste Buch für mich ist, weil das meine Themen sind. Und deswegen wollte ich mir auch so viel Zeit nehmen wie möglich. […] Ich musste der Schriftsteller werden, der dieses Buch schreiben kann.“

## Handlung
Der Roman Vom Ende der Einsamkeit handelt von den Geschwistern Jules, Liz und Marty Moreau, die bereits in Kindertagen ihre Eltern durch einen fatalen Autounfall verlieren. Alle drei werden auf dasselbe Internat geschickt, ihre Wege driften aber nach und nach immer weiter auseinander. Während Liz sich in Drogen- und Sexabenteuer stürzt und Marty sich immer mehr in seine Computerwelt verkriecht, findet Jules, der Ich-Erzähler des Romans, in seinen Traumwelten Zuflucht. Der zuvor mutige und draufgängerische Junge wird zum nachdenklichen und melancholischen Außenseiter. Eine Weggefährtin und Leidensgenossin findet Jules nur in seiner geheimnisvollen Mitschülerin Alva. Mit ihr teilt er seine Liebe zu Literatur und Musik, aber die beiden verbindet auch die frühe Erfahrung eines tiefen Schmerzes.
Vom Ende der Einsamkeit erzählt, wie die drei Geschwister auf je eigene Weise versuchen, den Tod ihrer Eltern zu bewältigen, und wie sie trotz ihrer grundverschiedenen Charaktere doch immer wieder zusammenfinden. Vom Ende der Einsamkeit ist aber nicht nur eine tragische Familienerzählung, die sich über mehrere Jahrzehnte entspinnt, sondern auch eine große Liebesgeschichte, die die Frage nach dem einen wahren Seelenverwandten stellt.

## Romanstruktur
Der Roman ist narrativ durch mehrere literarische Rückblenden gestaltet, die aus verschiedenen Erinnerungen von Jules, dem jüngsten der drei Geschwister, entstehen. Jules, inzwischen in seinen frühen Vierzigern und Vater von Zwillingen, hatte einen Motorradunfall und liegt im Krankenhaus. Dabei kommt die Vergangenheit wieder in ihm hoch, deren Erlebnisse und Ereignisse er sich nach und nach vor seinem inneren Auge wieder vergegenwärtigt – auch solche, die er bislang verdrängt hat. Der Roman gliedert die Begebenheiten der vergangenen drei Dekaden folglich in chronologisch aufeinanderfolgende Kapitel, zwischen denen jedoch kurze Passagen aus der erzählten Gegenwart eingeschoben sind.

## Rezeption
Der vierte Roman von Benedict Wells ist in der deutschen Presselandschaft überwiegend positiv aufgenommen worden. Denis Scheck nennt Vom Ende der Einsamkeit in seiner ARD-Sendung druckfrisch den „besten John-Irving-Roman, der nicht von John Irving stammt“ und lobt unter anderem die „glaubhafte[n] Charaktere mit psychologisch faszinierenden Liebesbiografien“. Ähnlich hält Martin Wolf in Der Spiegel Literatur fest: „Mit Anfang dreißig schreibt Wells wie ein alter Meister.“ Christine Westermann von WDR 2 befindet den Roman zwar „[e]ine Idee kitschig“, aber insgesamt als ein „stilles Vergnügen“, und beschreibt die Handlung „[v]oller Gefühl, aber nicht überladen, auch fröhlich, aber nie laut.“ Katja Weise kommt in ihrer Rezension für den NDR zu dem Schluss, dass es Benedict Wells trotz der „geballte[n] Tragik“ des Romans gelinge, „beinahe ein Wohlfühlklima zu schaffen und dafür zu sorgen, dass der Leser mit seinem Taschentuch in der Hand nach der Lektüre dieses Familienromans ziemlich glücklich ist.“
Vom Ende der Einsamkeit erreichte kurz nach Erscheinen Platz 3 der Spiegel-Bestsellerlisten. Bis Mitte Juli 2016 war die Zahl von 100.000 verkauften Exemplaren überschritten, der Roman stand dreißig Wochen lang ununterbrochen in den Top Ten.

## Auszeichnungen
Der Roman wurde 2016 mit einem Literaturpreis der Europäischen Union ausgezeichnet. In der Begründung der Jury heißt es: „Wells hat einen Roman erschaffen, dessen Stärke in den Charakteren liegt, die trotz all ihrer Traurigkeit eine […] Wärme ausstrahlen. […] Dieser Erfolg beruht auf Wells’ außergewöhnlicher Fantasie, eine heutzutage selten anzutreffende Gabe.“
Vom Ende der Einsamkeit erhielt zudem den Buchpreis der Stiftung Ravensburger Verlag 2016. In der Begründung der Jury heißt es: „Berührend erzählt, sprachlich großartig, schildert Benedict Wells, wie die Traumatisierung nach und nach in Lebensbewältigung übergeht und in einen starken Zusammenhalt und ein gemeinsames Lebensmodell der Geschwister mit ihren Kindern mündet. Ein kluges Werk über Verlust und Bewahren, über langsame Selbstfindung, über die Macht des Vergangenen, ungeachtet seiner Traurigkeit tröstlich, zuweilen sogar komisch.“
2016 wurde der Roman von mehr als 350 Buchhandlungen zum Lieblingsbuch des unabhängigen Buchhandels gekürt und 2018 mit dem Euregio-Schüler-Literaturpreis ausgezeichnet.

## Ausgaben
- Vom Ende der Einsamkeit. Roman. Diogenes Verlag, Zürich 2016, ISBN 978-3-257-06958-7
  - Vom Ende der Einsamkeit. Hörbuch, Stimme Robert Stadlober. 6 CD, Diogenes, Zürich 2016, ISBN 978-3-257-80372-3
  - Übers. Juliette Aubert: La fin de la solitude. Slatkine, Genf 2017 (frz.)
  - Übers. Gerda Baardmann: Het einde van de eenzaamheid. Meulenhoff, Amsterdam 2018 (nl.)